# Mats Magnusson
Mats Tuve Magnusson (Helsingborg, 1963. július 10. –) svéd válogatott labdarúgó.

## Pályafutása

### Klubcsapatban
Pályafutását a Malmö FF csapatában kezdte 1981-ben. 1985-ben a svájci Servette-hez igazolt, majd egy évvel később visszaigazolt a Malmőbe. 1987-ben a Benfica szerződtette, ahol 1992-ig játszott. 1992 és 1994 között a Helsingborgs IF csapatát erősítette.

### A válogatottban
1984 és 1990 között 30 alkalommal szerepelt a svéd válogatottban és 9 gólt szerzett. Részt vett az 1990-es világbajnokságon.

## Sikerei, díjai
Malmö FF
- Svéd bajnok (3): 1985, 1986, 1987
- Svéd kupa (2): 1983–84, 1985–86

Benfica
- Portugál bajnok (2): 1988–89, 1990–91
- Portugál kupadöntős (1): 1988–89
- Portugál szuperkupa (1): 1989
- BEK-döntős (2): 1987–88, 1989–90

Egyéni
- A portugál bajnokság gólkirálya (1): 1989–90 (33 gól)